# Ti-Grace Atkinson
Grace Atkinson (Baton Rouge, Luisiana; 9 de noviembre de 1938), más conocida como Ti-Grace Atkinson, es una escritora y filósofa feminista radical estadounidense. Fue una figura central y líder informal del grupo The Feminists, fundado en 1968.

## Biografía
Atkinson nació en una familia prominente de Luisiana. Llamada Grace por su abuela, «Ti» es, en francés cajún, petite, que significa «pequeño».
Se casó a los 17 (luego se divorciaron), y cuando su esposo entró al ejército, Atkinson ingresó a la Universidad de Pensilvania, donde obtuvo su licenciatura en Bellas Artes en 1964. Mientras aún estaba en Filadelfia, ayudó a fundar el Instituto de Arte Contemporáneo, actuando como su primera directora, y fue crítica de escultura para el periódico ART News. Posteriormente se mudó a la ciudad de Nueva York donde, en 1967, ingresó al programa de doctorado en Filosofía de la Universidad de Columbia, donde estudió con el filósofo y crítico de arte Arthur Danto. Atkinson luego pasó a estudiar la obra de Frege con el filósofo Charles Parsons. Enseñó en varios colegios y universidades a lo largo de los años, incluido el Instituto Pratt, la Universidad Case Western y la Universidad Tufts.
Como estudiante Atkinson leyó El segundo sexo y entabló correspondencia con de Beauvoir, quien le sugirió que contactara a Betty Friedan. Atkinson se convirtió así en una de las primeras miembros de la Organización Nacional de Mujeres (NOW, por sus siglas en inglés) que Friedan había cofundado, sirvió en la junta nacional y se convirtió en la presidenta de la sección neoyorquina en 1967. El tiempo de Atkinson con la organización fue tumultuoso, incluida una disputa con el liderazgo nacional por sus intentos de defender y promover a Valerie Solanas y su Manifiesto SCUM a raíz del tiroteo de Andy Warhol. En 1968 abandonó la organización dramática y públicamente cuando NOW decidió mantener su estructura jerárquica organizativa (por ejemplo, insistiendo en un presidente) en vez de cambiar a una democracia participativa, y se negó a abordar problemas relacionados con el aborto y las desigualdades matrimoniales. Fundó el grupo feminista radical The Feminists, activo hasta 1973. Para 1971 había escrito ya varios folletos sobre feminismo, era miembro de Daughters of Bilitis y defendía el lesbianismo político. Su libro Amazon Odyssey fue publicado en 1974.
En 2013, Atkinson, junto con Carol Hanisch, Kathy Scarbrough y Kathie Sarachild, iniciaron «Forbidden Discourse: The Silencing of Feminist Criticism of 'Gender'»  (en español, «Discurso prohibido: el silenciamiento de la crítica feminista del "género"»), que describieron como una «declaración abierta de 48 feministas radicales de siete países». En agosto de 2014, Michelle Goldberg en The New Yorker lo describió como una expresión de su «alarma» ante «amenazas y ataques, algunos de ellos físicos, a personas y organizaciones que se atreven a desafiar el concepto de género actualmente de moda».

## Obras
- 1968. The Institution of Sexual Intercourse. Nueva York: The Feminists.
- 5 de abril de 1968. Vaginal Orgasm as a Mass Hysterical Survival response. Nueva York: The Feminists.
- Mayo de 1969. Radical Feminism. Nueva York: The Feminists.
- 1969. Radical Feminism and Love. Nueva York: The Feminists.
- 1974. Amazon Odyssey.
- 1982. «Why I'm Against S/M Liberation». En Robin Ruth Linden et al. Against Sadomasochism: A Radical Feminist Analysis. pp. 90-92. ISBN 0-9603628-3-5.